# Fernand Isselé
Fernand Isselé, född 22 februari 1915 i Brygge, död 1994, var en belgisk vattenpolospelare. Han tog 1936 OS-brons med Belgiens landslag.
Isselé spelade sju matcher i den olympiska vattenpoloturneringen i Berlin. I den olympiska vattenpoloturneringen i London spelade han återigen sju matcher. Han gjorde ett mål i matchen mot Nederländerna som slutade med 3–3 och tre mål i matchen mot USA som slutade med 4–4. I London slutade Belgien på fjärde plats.